# Río Roosevelt
El río Roosevelt (a veces, río Teodoro) es un largo río amazónico brasileño, un afluente del río Aripuanã, a su vez afluente del curso bajo del río Madeira, que discurre por los estados de Rondônia, Mato Grosso y Amazonas. Tiene una longitud total de 870 km. El río lleva el nombre de Theodore Roosevelt, que viajó por la región en 1913.

## Geografía
El río Roosevelt nace en el estado de Rondônia, en la sierra Chapada dos Parecis, en el territorio indígena Roosevelt. Discurre en dirección sur, en un curso paralelo al del río Aripuanã, en una región accidentada con zonas de rápidos y cascadas, como las cachoeiras Tacunay y Ramos y el salto Primero de Abril. Los principales afluentes en esta parte alta son los ríos Capitão Cardoso, Teniente Marques y Qatorze do Abril. 
Se adentra pronto en el estado de Mato Grosso y atraviesa el territorio indígena de Zoró, recibiendo por la izquierda, a continuación, el río Branco. Baña la localidad de Panelas y cruza la frontera con Pará. Recibe el río Madeirinha por la izquierda y, poco más abajo, está la cachoeira da Glória, tras la que recibe el río Machadinho, de nuevo por la izquierda. En esta parte baja, describe una amplia curva y se encamina en dirección noreste, cruzando Santa Julia y desembocando en el río Aripuanã, un poco por encima de la cachoeira Mata-Matá, límite navegable del río Aripuanã en época de crecidas.
En este último tramo, durante unos 100 km, el río Roosevelt discurre paralelo por el sur, entre 10-20 km, a la carretera Transamazónica (BR-230).

## Historia

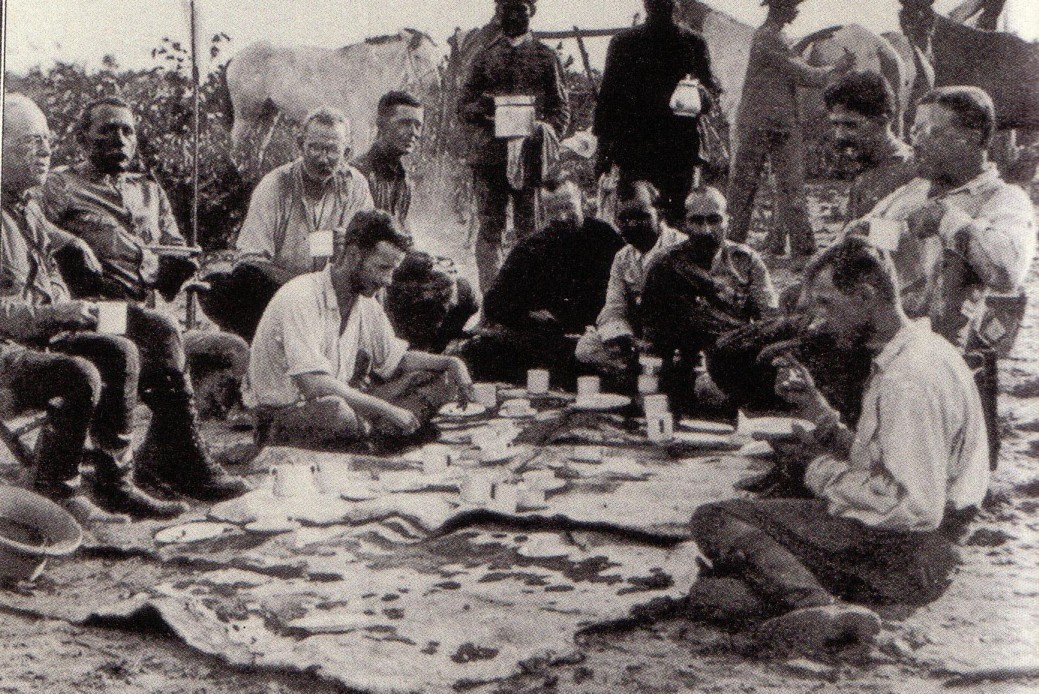
La expedición inicial del «río de la duda».De izquierda a derecha (sentados): Padre Zahm, Rondón, Kermit, Cherrie, Miller, cuatro brasileños, Roosevelt y Fiala.

Anteriormente llamado río da Dúvida («río de la duda»), el río lleva el nombre de Theodore Roosevelt, que viajó en la región central de Brasil durante la Expedición científica Roosevelt-Rondon de 1913. Roosevelt, acompañado por el más famoso explorador de Brasil, Cándido Mariano da Silva Rondón (1865-1958), exploró el «río de la duda», que Rondón había descubierto en una expedición anterior. El objetivo era determinar si el río fluía en el río Amazonas, cosa que finalmente demostraron al llegar al río Aripuana. Varios tramos del río son intransitables, con muchas zonas de rápidos y cascadas, lo que dificultó mucho la expedición. 
Roosevelt, y su hijo Kermit Roosevelt, descendieron aguas abajo por el río después del intento fallido de Teddy como candidato en 1912 para el cargo de Presidente de los Estados Unidos de América. La expedición de Roosevelt fue la primera no-nativa en viajar y explorar el «río da Duvida». Junto con Rondón (conocido por plantar postes de telégrafos a través de todo su país), Roosevelt exploró uno de los más intimidantes afluentes del Amazonas en ese momento, en uno de los viajes más peligrosos que existían en su día. A pesar de las increíbles dificultades que tuvieron que soportar, fueron capaces de cartografiar uno de los más largos afluentes del Amazonas. 
Teddy Roosevelt más tarde escribió un libro sobre la expedición titulado Through the Brazilian Wilderness (A través de la selva de Brasil). La historia también fue relatada en The River of Doubt (El río de la duda) de Candice Millard.